# Vinny Del Negro
Vincent Joseph "Vinny" Del Negro (Springfield (Massachusetts), 9 augustus 1966) was de trainer van Los Angeles Clippers tussen 2010 en 2013, na van 2008 tot 2010 trainer van Chicago Bulls geweest te zijn. 